# Psaliodes electa
Psaliodes electa là một loài bướm đêm trong họ Geometridae.